# Gommiswald
Gommiswald is een gemeente en plaats in het Zwitserse kanton Sankt Gallen en maakt deel uit van het district See-Gaster.
Gommiswald telde 5.443inwoners op 31 december 2021.

## Geschiedenis
Op 1 januari 2013 werden de gemeenten Ernetschwil en Rieden opgeheven en werden beide plaatsen opgenomen in de gemeente Eschenbach.

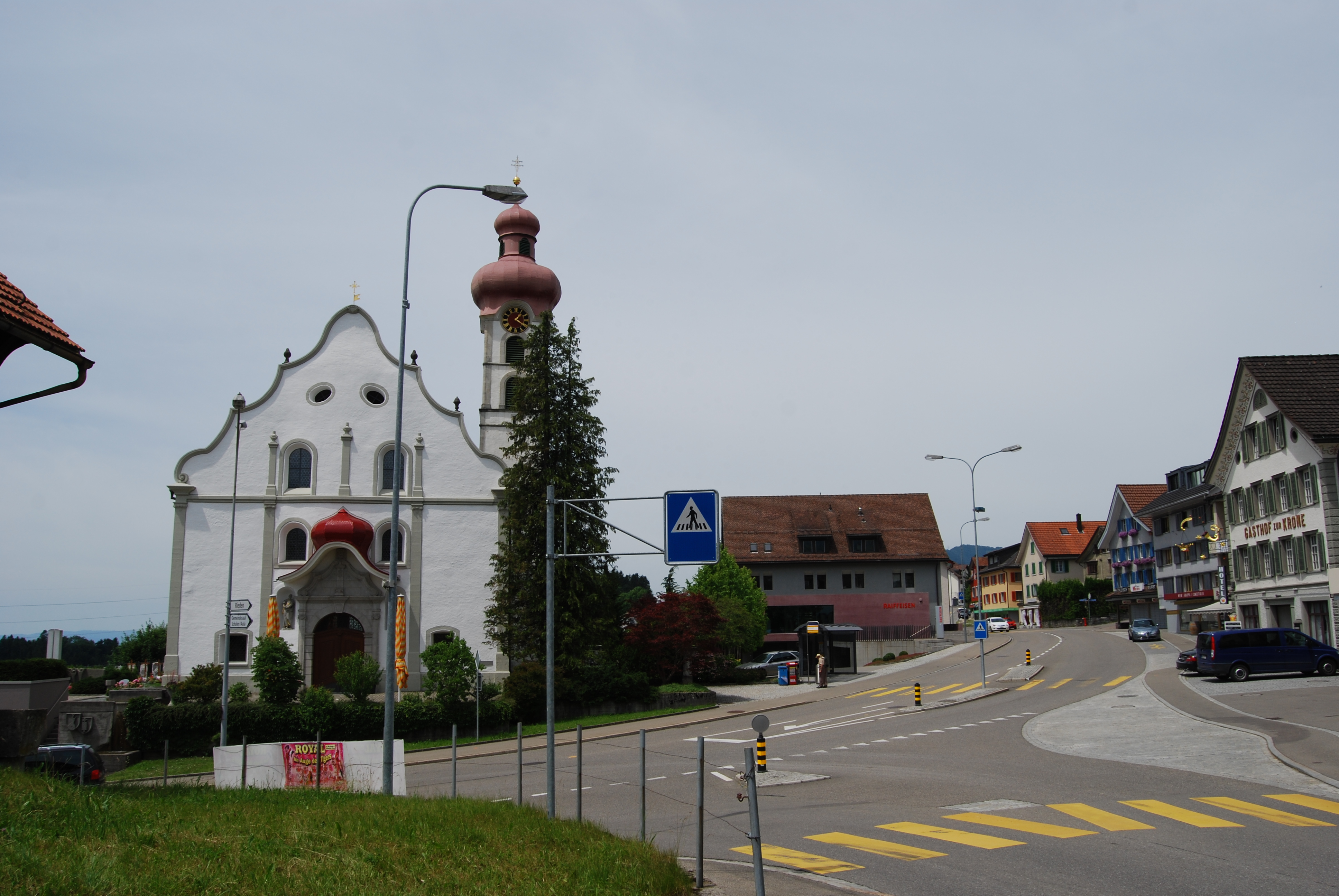
Gommiswald